# Sekund (musik)
| I denna artikel     |
| används tonnamnen   |
| Bess (B♭) och B.    |
| Se olika skrivsätt. |

Sekund är ett musikaliskt intervall på ett diatoniskt steg, samt beteckning för den andra tonen i en diatonisk skala. Ordet kommer av latinets secundus, ’andra’.
En liten sekund är lika med ett halvtonssteg och en stor sekund är lika med ett heltonssteg.

## Härledning av intervallet
Intervall härleds på olika sätt i olika tonsystem.

### Pythagoreisk stämning
I pythagoreisk stämning kan sekundintervallet härledas enligt nedan.
En stor sekund är detsamma som två kvinter uppåt i skalan transponerad en oktav nedåt:
{\displaystyle {\frac {3}{2}}\cdot {\frac {3}{2}}\cdot {\frac {1}{2}}={\frac {9}{8}}=1,125:1}
Den stora sekunden kan också definieras som att först gå upp en ren kvint och sedan ned en ren kvart:
{\displaystyle {\frac {3}{2}}\cdot {\frac {3}{4}}={\frac {9}{8}}=1,125:1}

#### Pytagoreiskt kromatiskt halvtonsteg
Den ton som ligger sju rena kvinter uppåt, transponerad fyra oktaver nedåt kallas för pytagoreiskt kromatiskt halvtonsteg:
{\displaystyle \left({\frac {3}{2}}\right)^{7}\cdot \left({\frac {1}{2}}\right)^{4}={\frac {2187}{128}}\cdot {\frac {1}{16}}={\frac {2187}{2048}}\approx {1,06787:1}}

#### Pytagoreisk halvton
En pytagoreisk halvton är avståndet mellan tredje och fjärde respektive sjunde och åttonde tonen i en diatonisk skala:
| Ton                                | C                                                                    | D                                                                      | E                                                                          | F                                                                    | G                                                                      | A                                                                          | B                                                                            | C                              |
| ---------------------------------- | -------------------------------------------------------------------- | ---------------------------------------------------------------------- | -------------------------------------------------------------------------- | -------------------------------------------------------------------- | ---------------------------------------------------------------------- | -------------------------------------------------------------------------- | ---------------------------------------------------------------------------- | ------------------------------ |
| Frekvens                           | {\displaystyle {\frac {1}{1}}}                                       | {\displaystyle {\frac {9}{8}}}                                         | {\displaystyle {\frac {81}{64}}}                                           | {\displaystyle {\frac {4}{3}}}                                       | {\displaystyle {\frac {3}{2}}}                                         | {\displaystyle {\frac {27}{16}}}                                           | {\displaystyle {\frac {243}{128}}}                                           | {\displaystyle {\frac {2}{1}}} |
| Frekvensförhållande till nästa ton | {\displaystyle {{\frac {9}{8}} \over {\frac {1}{1}}}={\frac {9}{8}}} | {\displaystyle {{\frac {81}{64}} \over {\frac {9}{8}}}={\frac {9}{8}}} | {\displaystyle {{\frac {4}{3}} \over {\frac {81}{64}}}={\frac {256}{243}}} | {\displaystyle {{\frac {3}{2}} \over {\frac {4}{3}}}={\frac {9}{8}}} | {\displaystyle {{\frac {27}{16}} \over {\frac {3}{2}}}={\frac {9}{8}}} | {\displaystyle {{\frac {243}{128}} \over {\frac {27}{16}}}={\frac {9}{8}}} | {\displaystyle {{\frac {2}{1}} \over {\frac {243}{128}}}={\frac {256}{243}}} |                                |

{\displaystyle {\frac {256}{243}}\approx {1,05349}}
Det pythagoreiska kromatiska halvtonssteget skiljer sig alltså från en pythagoreisk halvton. Skillnaden utgör ett pythagoreiskt komma, vilket kan härledas genom att från ett pythagoreiskt kromatiskt halvtonsteg dra bort en pythagoreisk halvton:
{\displaystyle {{2187\cdot 243} \over {2048\cdot 256}}={{531441} \over {524288}}}

### Ren stämning
I ren stämning kan sekunden härledas enligt följande:
En liten sekund, ett rent halvtonsteg, är det intervall som återfinns mellan 15:e och 16:e deltonen i den harmoniska deltonserien:
{\displaystyle {\frac {16}{15}}\approx {1,066666:1}}
En stor sekund har två härledningar, dels det intervall som återfinns mellan 8:e och 9:e deltonen samt det intervall som återfinns mellan 9:e och 10:e deltonen i den harmoniska deltonserien. 

#### Stora heltonsteget
{\displaystyle {\frac {9}{8}}=1,125:1}

#### Lilla heltonsteget
{\displaystyle {\frac {10}{9}}\approx {1,111111:1}}

### Liksvävande temperatur

#### Halvton (liten sekund)
I liksvävande temperatur delas oktaven upp i 12 exakt lika stora halvtoner. Detta innebär att en liksvävande kromatisk halvton, en liten sekund, får frekvensförhållandet
{\displaystyle {\sqrt[{12}]{2}}:1}
vilket också kan skrivas så här
{\displaystyle {\left(2\right)}^{{1} \over {12}}:1\approx {1,059463:1}}

#### Helton (stor sekund)
Den stora sekunden, heltonen, utgörs av två halvtoner och har därmed frekvensförhållandet
{\displaystyle {\left(2\right)}^{{2} \over {12}}:1\approx {1,122462:1}}